# Липяговское сельское поселение
Липяговское се́льское поселе́ние — муниципальное образование в Милославском районе Рязанской области Российской Федерации.
Административный центр — село Липяги.

## История
Статус и границы сельского поселения установлены Законом Рязанской области от 7 октября 2004 года № 85-ОЗ «О наделении муниципального образования - Милославский район статусом муниципального района, об установлении его границ и границ муниципальных образований, входящих в его состав»

## Население
| 2010 | 2012 | 2013 | 2014 | 2015 | 2016 | 2017 |
| ---- | ---- | ---- | ---- | ---- | ---- | ---- |
| 602  | ↘580 | ↘568 | ↘547 | ↘535 | ↘528 | ↘517 |
| 2018 | 2019 | 2020 | 2021 |      |      |      |
| ↘507 | ↘489 | ↘484 | ↘479 |      |      |      |

## Состав сельского поселения
| №  | Населённый пункт | Тип населённого пункта       | Население |
| -- | ---------------- | ---------------------------- | --------- |
| 1  | Бугровка         | деревня                      | ↘219      |
| 2  | Гаи              | деревня                      | 20        |
| 3  | Дивилки          | деревня                      | 9         |
| 4  | Екатериновка     | деревня                      | 61        |
| 5  | Елизаветино      | деревня                      | 0         |
| 6  | Карасевка        | деревня                      | 0         |
| 7  | Липяги           | село, административный центр | ↘266      |
| 8  | Лодыженка        | посёлок                      | 4         |
| 9  | Лошаки           | деревня                      | ↘0        |
| 10 | Прямоглядово     | деревня                      | 0         |
| 11 | Сергиевское      | село                         | ↘11       |
| 12 | Ухтомка          | село                         | 12        |